# Гливицький канал

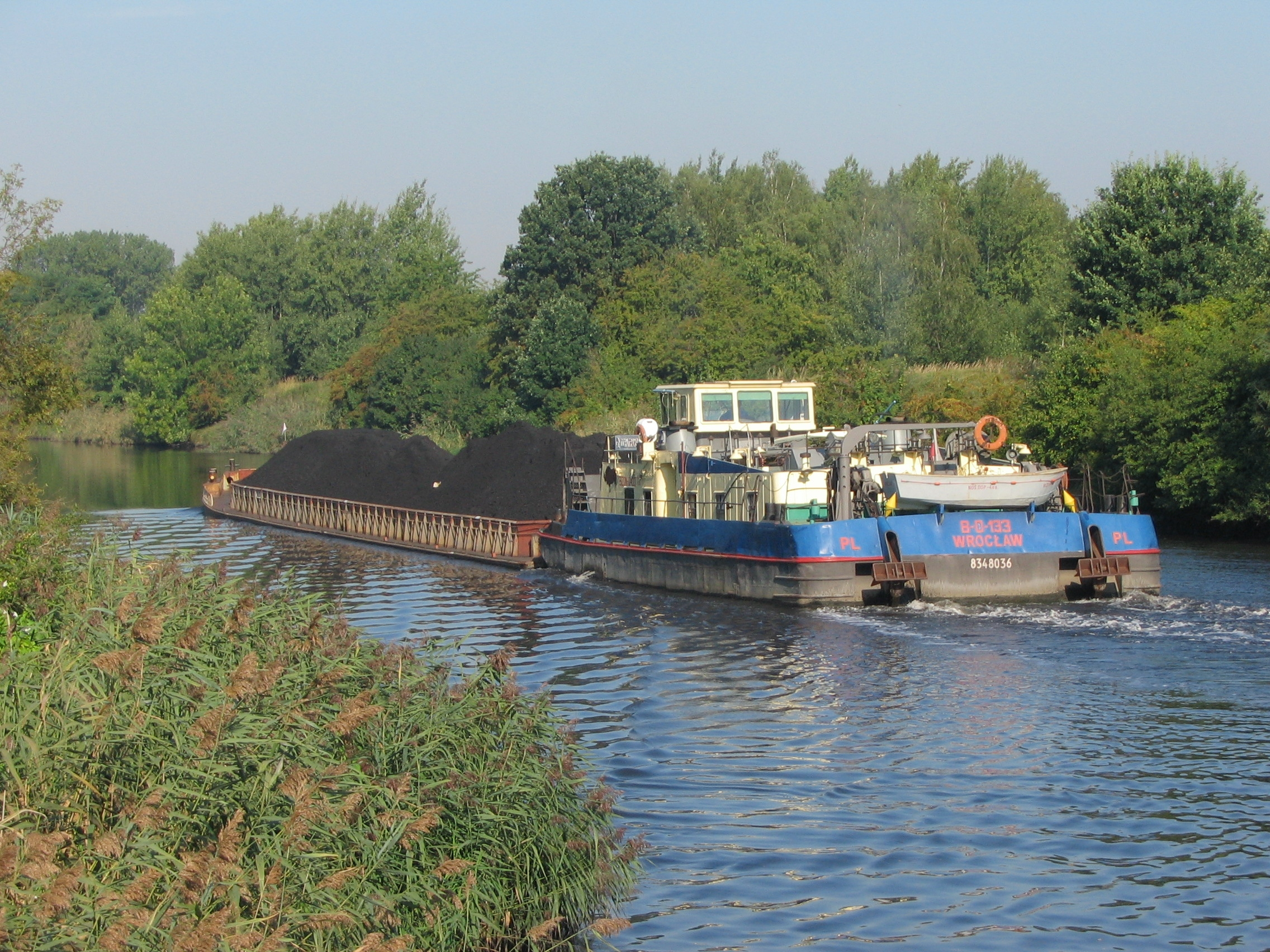
Баржа на Гливицькому каналі.

Гливи́цький канал (пол. Kanał Gliwicki) — судноплавний канал у Польщі, що сполучає Верхньосілезький вугільний басейн з системою річки Одра. Проходить між містами Гливиці та Кендзежин-Козьле. Довжина — 40,60 км, максимальна глибина — 3,50 м, різниця рівня води на початку та на кінці каналу — 43,60 м. Початок каналу — у місті Кендзежин-Козьле (98,00 км від ріки Одра), натомість кінець каналу розташований у басейні порту Гливиць. Канал проходить через Опольське воєводство (18,80 км) і Сілезьке воєводство (21,80 км), включає частково річку Клодницю; має 6 двокамерних шлюзів. Споруджений у 1933–1939 роках.

## Історія
Офіційно Гливицький канал відкритий 8 грудня 1939, а встав до ладу 1941-го. Для його побудови був використаний старий канал Клодниця, що існував до 1937 року. Спочатку називався «Верхньосілезький канал» (нім. Oberschlesischer Kanal), ще протягом короткого періоду — канал Адольфа Гітлера (нім. Adolf-Hitler-Kanal).
У 2018 році каналом доставили 421 баржу з 206 808 тоннами вугілля для ТЕЦ Вроцлава.